# Agriophyllum paletzkianum
Agriophyllum paletzkianum là loài thực vật có hoa thuộc họ Dền. Loài này được Litv. mô tả khoa học đầu tiên năm 1910.